# Ніколаєвка (Киштовський район)
Ніколаєвка (рос. Николаевка) — присілок у Киштовському районі Новосибірської області Російської Федерації.
Входить до складу муніципального утворення Березовська сільрада. Населення становить 106 осіб (2010).

## Історія
Згідно із законом від 2 червня 2004 року органом місцевого самоврядування є Березовська сільрада.

## Населення
| 2002 | 2007 | 2010 |
| ---- | ---- | ---- |
| 166  | ↘156 | ↘106 |